# Боровицький Назар Богданович
Боровицький Назар Богданович (24 вересня 1993, Полтава — 5 квітня 2022, поблизу Маріуполя) — майор (посмертно) Головного управління розвідки Міністерства оборони України, учасник російсько-української війни. Герой України (2023, посмертно).

## Життєпис
Назар Богданович Боровицький народився 24 вересня 1993 року в Полтаві в родині Богдана Володимировича та Лесі Олександрівни Боровицьких. Назар був другою дитиною в сім'ї. Першою була донька Оксана.
Із самого раннього дитинства Назар любив грати у футбол, а починаючи з 5-6 класу, почав загартовувати себе фізично: підтягування на турніку з рюкзаком, повним цегли, біг, віджимання, качання пресу.
Родина мешкала в селі Пашківка колишнього Козельщинського району, й Назар із 2000 року по 2008 рік навчався в Пашківській загальноосвітній школі I—III ступенів. Під час навчання був активним учасником шкільних вистав, концертів, виховних заходів та спортивних змагань.
Із 2009 по 2011 рік навчався в Полтавському обласному ліцеї-інтернаті для обдарованих дітей із сільської місцевості при Кременчуцькому педагогічному училищі ім. А. С. Макаренка (ліцей «Політ»), де поглиблено вивчав математику, інформатику та програмування. Був старостою групи протягом трьох років та відмінником, закінчив 11 клас із золотою медаллю. Грав у футбол, відвідував секцію боксу.
У 2011 році Назар Боровицький вступив до Національної академії Служби безпеки України. Упродовж чотирьох років був старшиною курсу.
По закінченню четвертого курсу, в 2015 році Назар підписує контракт із Головним управлінням Служби безпеки України та з групою курсантів-добровольців вирушає на навчання до США, де було багато практики з військової справи, а також із надання першої медичної допомоги. Повернувшись із США, Назар разом зі своїми однокурсниками-добровольцями та старшими побратимами їде на схід для участі в АТО.
3 серпня 2019 року Назар Боровицький взяв шлюб з Анастасією Латер.
Під час ротацій Назар повертався до роботи в Києві, паралельно навчаючись та удосконалюючи військову майстерність. Він отримав багато сертифікатів міжнародного зразка, опанувавши військові спеціальності водолаза, сапера, інструктора спецоперацій, здійснивши близько ста стрибків із парашутом різної складності, пройшовши курси «Спеціальні операції з нагляду та розвідки», «Підготовка розвідки для курсу бойової медицини», «Надання першої допомоги в надзвичайних ситуаціях».
Навесні 2021 року Назар підписав контракт із Головним управлінням розвідки Міністерства оборони України, а наприкінці серпня 2021 року взяв участь у рятувально-евакуаційній місії в Афганістані, допомагаючи покинути Кабул іноземним журналістам і дітям. Після ризикованої операції з порятунку цивільних із Кабулу Назар Боровицький був нагороджений орденом Богдана Хмельницького ІІІ ступеня.
У грудні 2021 року Назар Боровицький їде на схід України, де й зустрічає початок повномасштабного російського вторгнення. Тоді він на чолі групи вирушає боронити столицю, беручи участь у боях у Бородянці, Бучі та селах Київської області. Коли ворога було відкинуто від Києва, Назар вирушає на маріупольський напрямок. Маріуполь вже був у облозі. До міста повітрям доставляли продовольство, а повертаючись, забирали поранених.
5 квітня 2022 року вранці був отриманий сигнал від збитого вертольоту з пораненими, який вилетів з «Азовсталі». Назар зі своєю групою вилітів на допомогу (це був його третій політ до Маріуполя), але ворожа ракета збила вертоліт за кілька кілометрів від підконтрольної Україні території.
|                                     | Пошукова операція відмовилася летіти. Прийнято було рішення направити гурівців. І він підняв руку, сказав: «Я полечу». Хоча розумів, що, мабуть, це політ в один бік |
| — командир роти Олександр Коваленко | |

Про долю командира групи Назара Боровицького нічого не було відомо, припускали, що він може бути в полоні.
На місці катастрофи вертольотів була братська могила, де росіяни як-небудь присипали тіла українських воїнів. Усі зусилля, які були докладені ГУР МО щодо ексгумації, завершувались відмовою ворога. Лише у травні 2023 року завдяки таємній спецоперації розвідки останки Назара Боровицького вдалося повернути додому.
Рік і три місяці рідні та близькі Назара вірили й надіялись, але 17 липня була отримана звістка про збіг ДНК на 99,9 %.
28 липня в селі Пашківка Кременчуцького району провести Назара Боровицького в останню путь біля школи зійшлися сотні людей. Наступного дня, 29 липня, відбулося прощання в Михайлівському Золотоверхому соборі в Києві. Поховали Назара Боровицького на Байковому кладовищі.

## Нагороди
- Звання Герой України з удостоєнням ордена «Золота Зірка» (28 липня 2023, посмертно) — за особисту мужність і героїзм, виявлені у захисті державного суверенітету та територіальної цілісності України, самовіддане служіння Українському народові[8][2]
- Орден Богдана Хмельницького III ст.[5][1]
- Орден «За мужність» III ст.[5][1]